# Bonamus lineatus
Bonamus lineatus är en insektsart som beskrevs av Paul W. Oman 1938. Bonamus lineatus ingår i släktet Bonamus och familjen dvärgstritar. Inga underarter finns listade i Catalogue of Life.